# Meleonoma flavilineata
Meleonoma flavilineata is een vlinder uit de familie van de prachtmotten (Cosmopterigidae). De wetenschappelijke naam van de soort werd voor het eerst geldig gepubliceerd in 2019 door  Kitajima & Sakamaki.